# Linia kolejowa nr 344
Linia kolejowa nr 344 – jednotorowa, niezelektryfikowana, pierwszorzędna linia kolejowa znaczenia państwowego łącząca podg Wilka (obok stacji Mikułowa) z przejściem granicznym do Czech w Zawidowie.